# سترات المغنيسيوم
سترات المغنيسيوم هو مركب كيميائي صيغته المجملة C6H6MgO7، ويوجد على شكل صلب بلوري أبيض.
يستخدم سترات المغنيسيوم كمستحضر طبي للمغنيسيوم على شكل ملح بنسبة 1:1 مع حمض الستريك.

## الخواص
يوجد المركب في الشروط القياسية على شكل صلب بلوري أبيض، وهو قابل للانحلال في الماء.

## الاستخدامات
يستخدم المركب على شكل مستحضر طبي في عدد من التطبيقات، مثل استخدامه على شكل ملين، أو مكمل غذائي. وفي الصناعات الغذائية على شكل مضاف غذائي من أجل ضبط الحموضة، حيث يحمل الرقم E345.